# Macropodusinae

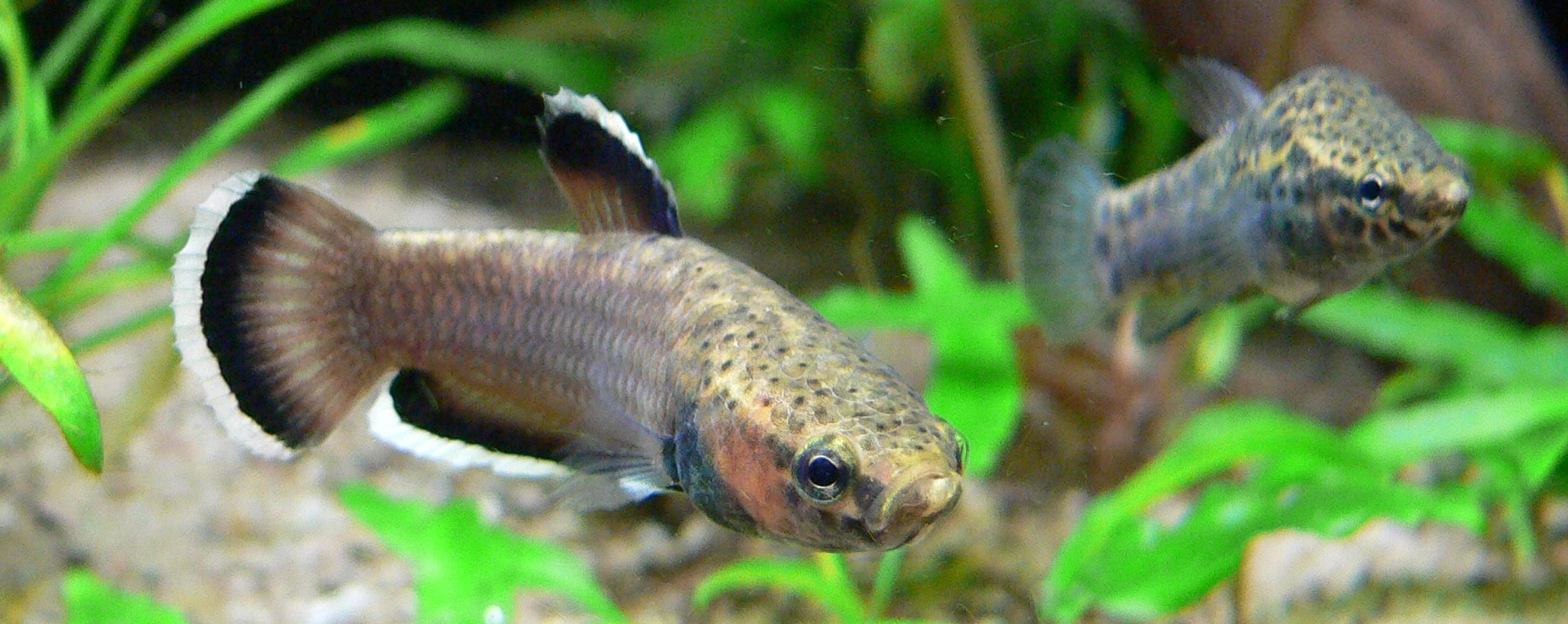
Betta albimarginata pár

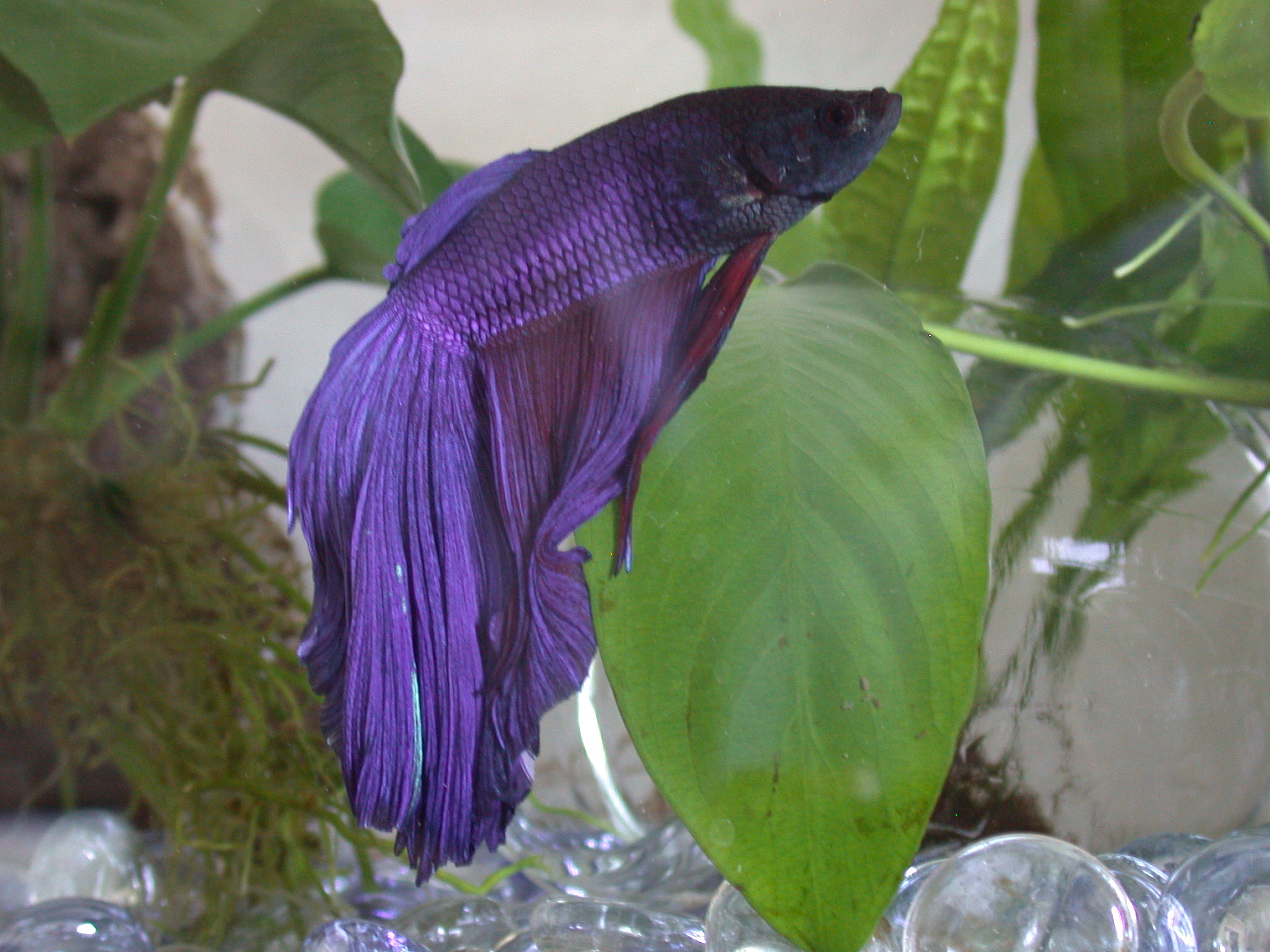
Sziámi harcoshal (Betta splendens) hím

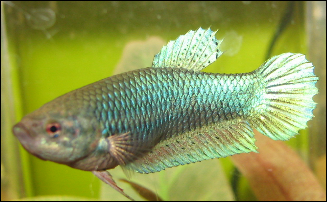
Sziámi harcoshal (Betta splendens) nőstény

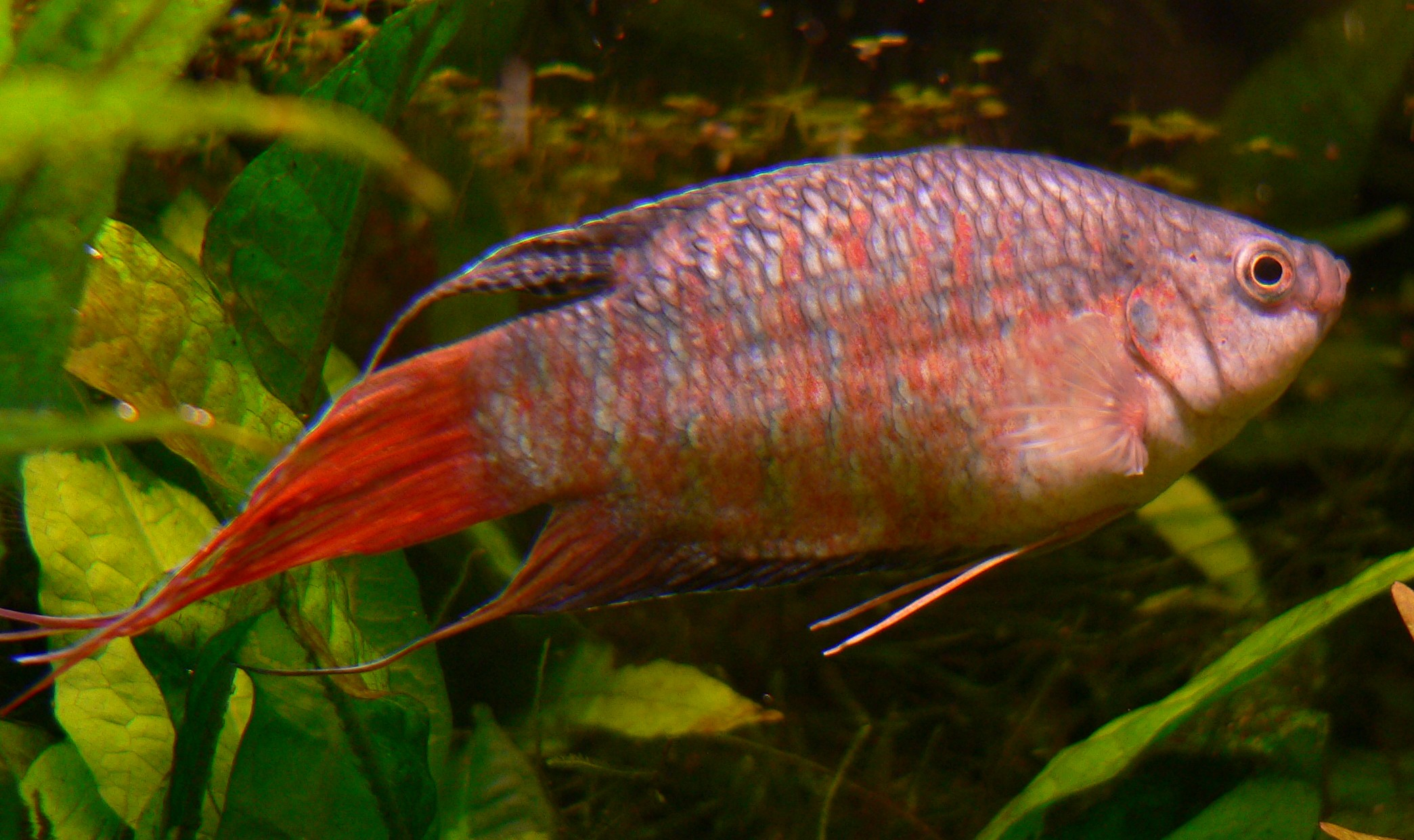
Kínai paradicsomhal (Macropodus opercularis) hím

A Macropodusinae a sugarasúszójú halak (Actinopterygii) osztályába a sügéralakúak (Perciformes) rendjébe és a gurámifélék (Osphronemidae) családjába tartozó alcsalád.

## Rendszerezés
Az alcsaládba 6 nem és 68 faj tartozik
- Betta (Bleeker, 1850) - 47 faj
  - Betta akarensis
  - Betta albimarginata
  - Betta anabatoides
  - Betta balunga
  - Betta bellica
  - Betta breviobesus
  - Betta brownorum
  - Betta burdigala
  - Betta channoides
  - Betta chini
  - Betta chloropharynx
  - Betta coccina
  - Betta dimidiata
  - Betta edithae
  - Betta enisae
  - Betta falx
  - Betta foerschi
  - Betta fusca
  - Betta hipposideros
  - Békés harcoshal (Betta imbellis)
  - Betta livida
  - Betta macrostoma
  - Betta miniopinna 
  - Betta ocellata
  - Betta patoti
  - Betta persephone
  - Betta pi
  - Jávai harcoshal (Betta picta)
  - Betta pinguis
  - Betta prima
  - Maláj harcoshal (Betta pugnax)
  - Betta pulchra
  - Betta renata
  - Betta rubra
  - Betta rutilans
  - Betta schalleri
  - Betta simorum
  - Betta simplex
  - Betta smaragdina
  - Betta spilotogena
  - Sziámi harcoshal (Betta splendens)
  - Betta strohi
  - Borneói harcoshal (Betta taeniata)
  - Betta tomi
  - Betta tussyae
  - Betta unimaculatus
  - Betta waseri
  - Betta antoni
  - Betta krataios
  - Betta mandor
  - Betta uberis
  - Betta compuncta
  - Betta ideii

- Macropodus (Lacepède, 1801) - 5 faj
  - Macropodus erythropterus
  - Macropodus hongkongensis
  - Macropodus ocellatus
  - Kínai paradicsomhal (Macropodus opercularis)
  - Macropodus spechti

- Malpulutta (Deraniyagala, 1937) - 1 faj
  - Malpulutta kretseri

- Parosphromenus (Bleeker, 1877) - 10 faj
  - Parosphromenus allani
  - Parosphromenus anjunganensis
  - Parosphromenus bintan
  - Parosphromenus deissneri
  - Parosphromenus filamentosus
  - Parosphromenus linkei
  - Parosphromenus nagyi
  - Parosphromenus ornaticauda
  - Parosphromenus paludicola
  - Parosphromenus parvulus
- Pseudosphromenus (Bleeker, 1879) - 2 faj
  - Pseudosphromenus cupanus
  - Pseudosphromenus dayi

- Trichopsis (Canestrini, 1860) - 3 faj 
  - Trichopsis pumila
  - Trichopsis schalleri
  - Trichopsis vittata